# 奧基普 (普季夫利區)
51°27′58″N 33°56′45″E / 51.46611°N 33.94583°E
奧基普（烏克蘭語：Окіп）是位於烏克蘭東北部的村莊，由蘇梅州科諾托普區的普蒂夫利市鎮負責管轄。該村處於克列文河右岸，距離維亞特卡1公里，海拔高度187米，2001年人口31。